# La Mercè

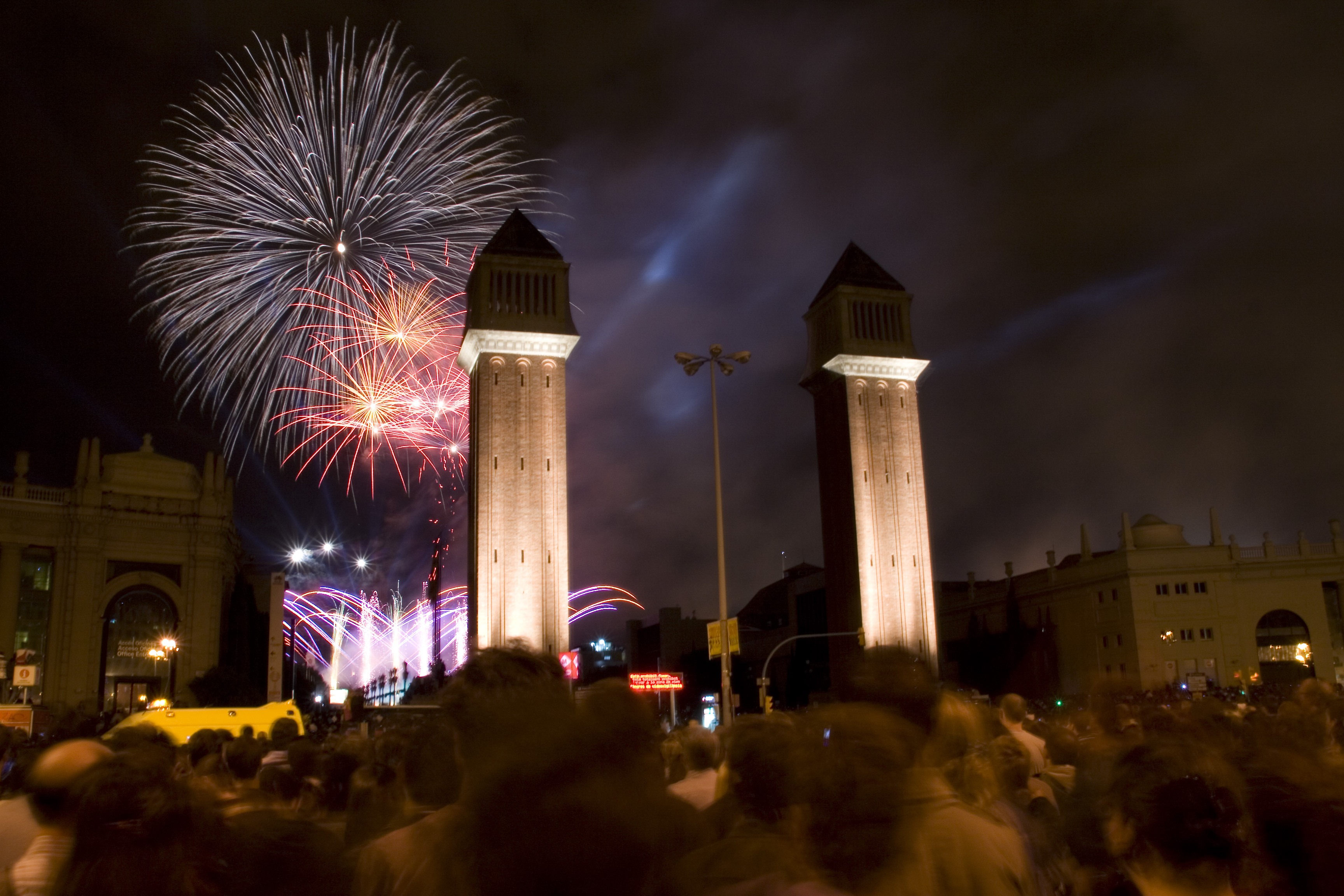
Vuurwerk op Montjuic ter afsluiting van La Mercè in 2008

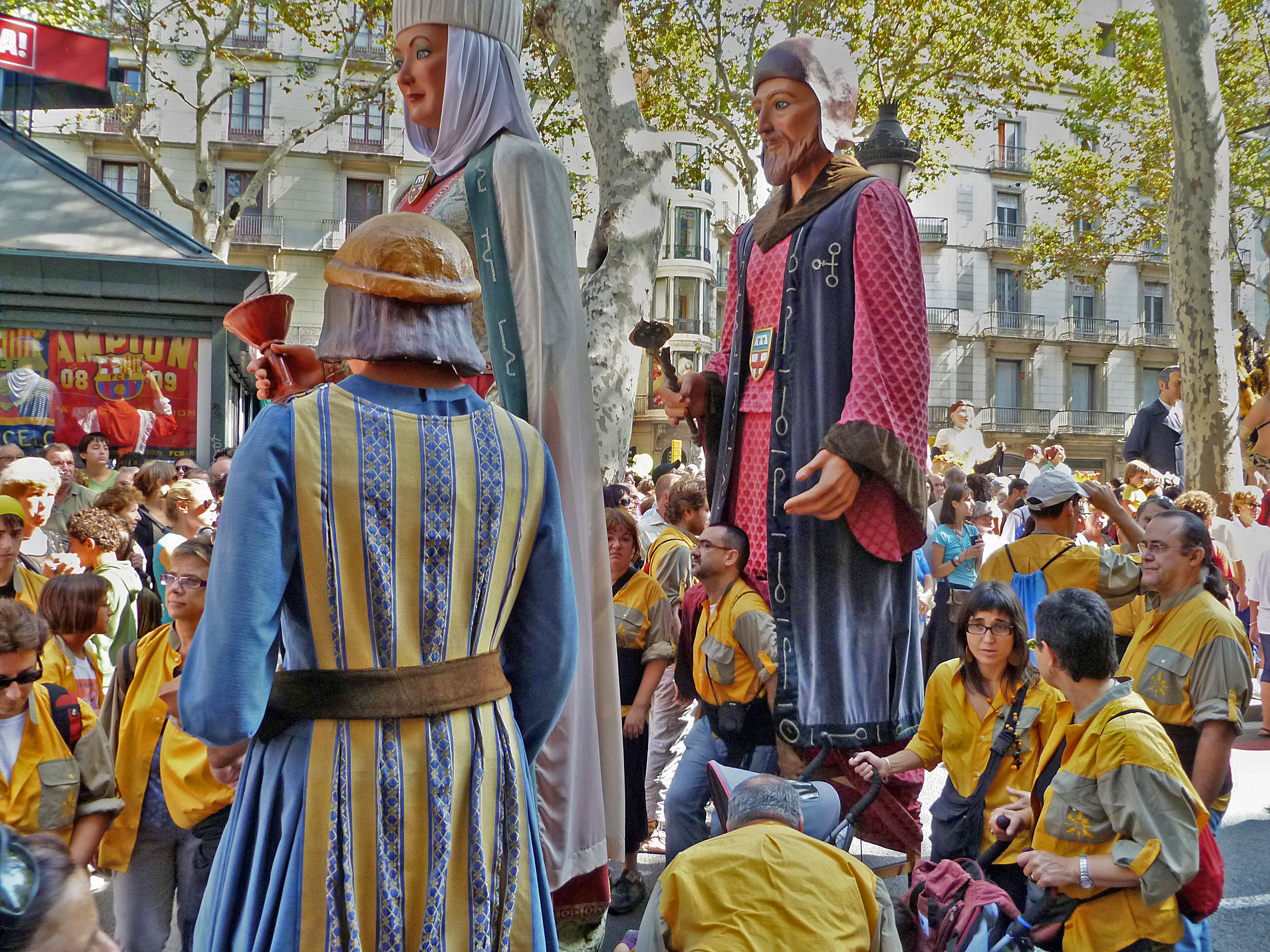
Gegants (reuzen) tijdens La Mercè van 2010

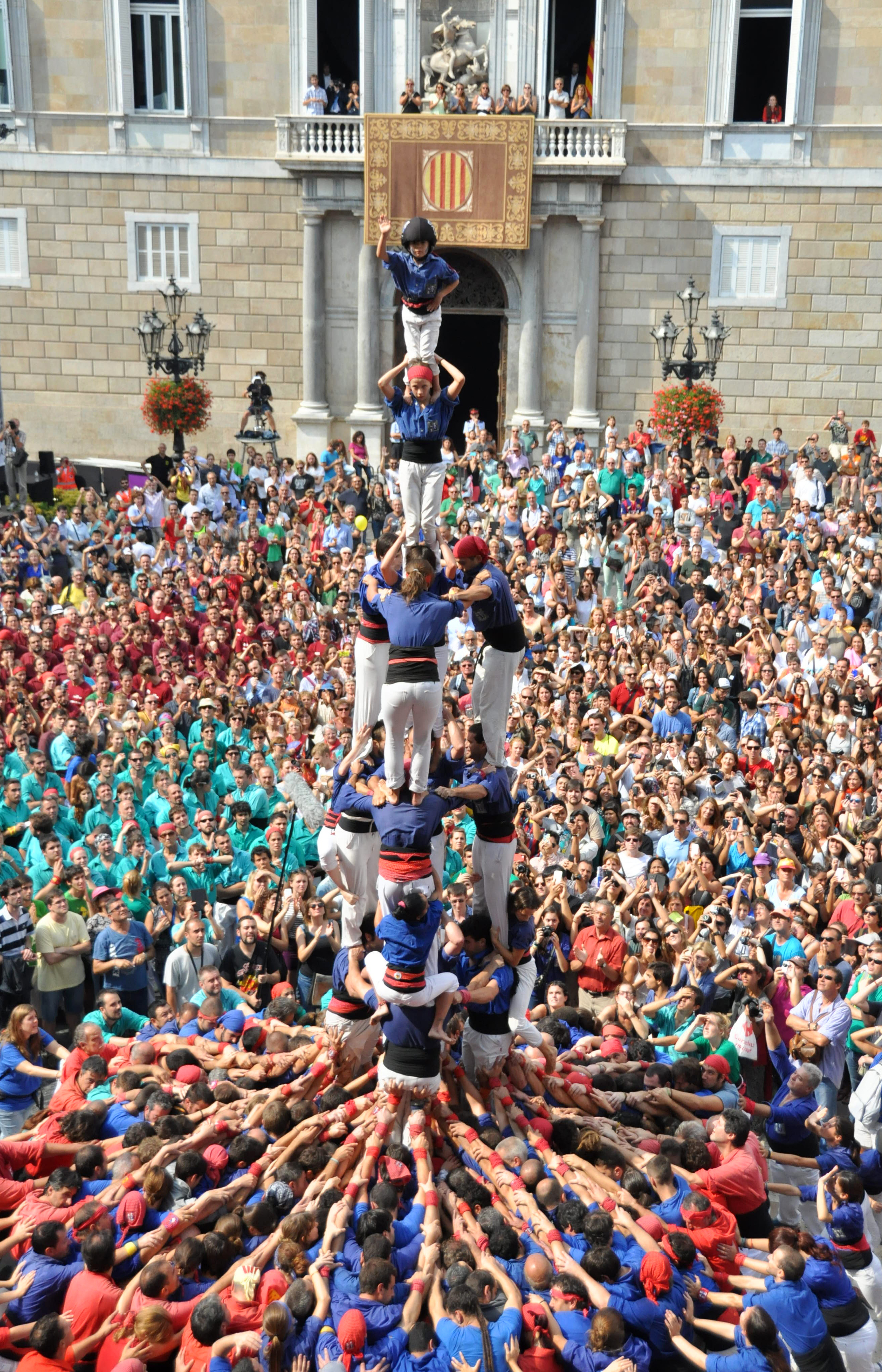
Castellers tijdens La Mercè in 2014

La Mercè (voluit Festes de la Mercè) zijn de stadsfeesten (festa major) van Barcelona. Deze feesten duren over het algemeen vijf dagen met als hoogtepunt de feestdag van de Mare de Déu de la Mercè (Onze Lieve Moeder van Barmhartigheid) op 24 september. Het is een feest met allerlei activiteiten uit de volkscultuur, zoals een optocht (Cabalgata), een correfoc, een parade van stadsreuzen, uitvoeringen van castellers, bals, concerten en optredens en andere festiviteiten. De feesten worden afgesloten met een groot vuurwerk rondom Plaça d'Espanya en Montjuïc. 
De eerste straatfeesten die werden georganiseerd in het kader van La Mercè, zijn opgetekend in de 15e en 16e eeuw, hoewel het pas sinds 1868 in de gehele stad wordt gevierd. Sinds 1902, toen het stadsbestuur werd gedomineerd door conservatieve catalanisten, is het een waar folkloristisch volksfeest waarin verschillende elementen uit de volkscultuur uit geheel Catalonië worden opgenomen, zoals de eerder genoemde correfoc, de stadsreuzen, maar bijvoorbeeld ook het veelvuldig dansen van de Sardana, een uit de Pyreneeën afkomstige dans. Tijdens de dictatuur van Francisco Franco kregen de feesten een strikt nationaalkatholiek karakter. Tijdens de Transición na de dood van Franco kreeg het feest weer zijn volkse karakter, naar het voorbeeld van de traditionele stads- en dorpsfeesten zoals die nog altijd in de Penedès werden gevierd. Er worden sindsdien minder activiteiten centraal georganiseerd en meer overgelaten aan de bevolking van de stad zelf. 